# كايل جاي وايت
كايل جاي وايت (بالإنجليزية: Kyle J. White)‏ هو عسكري أمريكي، ولد في 1987 في سياتل في الولايات المتحدة.